# SOKO Linz/Episodenliste
Diese Episodenliste enthält alle Episoden der österreichischen Kriminalserie SOKO Linz, sortiert nach der Erstausstrahlung.

## Übersicht
| Staffel | Episodenanzahl | Erstausstrahlung | Erstausstrahlung |
| Staffel | Episodenanzahl | Staffelpremiere  | Staffelfinale    |
| ------- | -------------- | ---------------- | ---------------- |
| 1       | 13             | 1. Februar 2022  | 3. Mai 2022      |
| 2       | 13             | 7. Februar 2023  | 2. Mai 2023      |
| 3       | 13             | 12. März 2024    | 11. Juni 2024    |

## Episodenliste

### Staffel 1
| Nr. (ges.) | Nr. (St.) | Originaltitel     | Erstausstrahlung A | Regie                     | Drehbuch                                    |
| --- | --------- | ----------------- | ------------------ | ------------------------- | ------------------------------------------- |
| 1 | 1         | Judas             | 1. Feb. 2022       | Markus Engel              | Alrun Fichtenbauer                          |
| Gastdarsteller: Alexander Jagsch als Georg Dürnauer, Silvia Meisterle als Andrea Dürnauer, Marlene Hauser als Lena Dürnauer, Wowo Habdank als Dirk Jebert                                                |           |                   |                    |                           |                                             |
| 2 | 2         | Wir kennen dich   | 8. Feb. 2022       | Markus Engel              | Hermann Schmid                              |
| Gastdarsteller: Marie Hacke als Inga Feta, Omar El-Saeidi als Christoph Mally, Tamim Fattal als Ali Houzat, Michael Pascher als Daniel Klein, Tobias Ofenbauer als Dariusz, Maria Theiner als sie selbst |           |                   |                    |                           |                                             |
| 3 | 3         | Das Kind          | 15. Feb. 2022      | Markus Engel              | Jeanet Pfitzer, Frank Koopmann, Roland Heep |
| Gastdarsteller: Xenia Benevolenskaya als Alina Bondar, Anna Rot als Miriam Hofbauer, Clemens Berndorff als Anton Hofbauer, Daniel Christensen als Johannes Eggers                                        |           |                   |                    |                           |                                             |
| 4 | 4         | Schöpfung 2.0     | 22. Feb. 2022      | Markus Engel              | Ralph Werner                                |
| Gastdarsteller: Jutta Fastian als Prof. Tanja Gabriel, Mariam Hage als Julia Jahic, Felix Stichmann als Niko Köhler, Jakob Elsenwenger als Matthias Steiner, Sophie Bauer als Lea Hoffmann               |           |                   |                    |                           |                                             |
| 5 | 5         | Der Linz-Ripper   | 1. März 2022       | Martin Kinkel             | Jeanet Pfitzer, Frank Koopmann, Roland Heep |
| Gastdarsteller: Christian Strasser als Alfons Arhus, Isabella Campestrini als Anna Pierer, Tommy Schwimmer als Patrick Hauser, Thomas Pohn als Louis Stadler, Alexander Moitzi als Pedro Fuchs           |           |                   |                    |                           |                                             |
| 6 | 6         | Grenzverschiebung | 8. März 2022       | Martin Kinkel             | Nicola Dörper                               |
| Gastdarsteller: Ursula Buschhorn als Ingrid Guserl-Seidlitzky, Nils Arztmann als Manuel Pernsteiner, Manuel Sefciuc als David Rosegg, Anna Magdalena Rauer als Carina Cerny, Markus Schöttl als Felix    |           |                   |                    |                           |                                             |
| 7 | 7         | Die Unsichtbaren  | 15. März 2022      | Martin Kinkel             | Hubert Eckert                               |
| Gastdarsteller: Lukas Spisser als Dr. Kessler, Kristin Alia Hunold als Franzi Berg, Edi Jäger als Rudi Reinhardt, Georgia Stahl als Raissa Schöller, Vanessa Eckart als Ilka Jessner                     |           |                   |                    |                           |                                             |
| 8 | 8         | Da Capo           | 22. März 2022      | Martin Kinkel             | Ralph Werner                                |
| Gastdarsteller: Josephine Bloéb als Adina Morosan, Arsenij Walker als Daniel Russo, Leonard Burkhardt als Bernardo Souza, Julia Strowski als Nancy Liu                                                   |           |                   |                    |                           |                                             |
| 9 | 9         | Battle of Bytes   | 5. Apr. 2022       | Martin Kinkel             | Harald Haller                               |
| Gastdarsteller: Josef Mohamed als Christian Tapia, Jens Atzorn als Tim Heitz, Rina Juniku als Defne Öcan, Bernhard Georg Rusch als Klaus Kammerer                                                        |           |                   |                    |                           |                                             |
| 10 | 10        | Kältestarre       | 12. Apr. 2022      | Claudia Jüptner-Jonstorff | Hermann Schmid                              |
| Gastdarsteller: Sönke Möhring als Anselm Kramer, Angelika Strahser als Sinia Kramer, Leopold Pallua als Julian Kramer, Marc Fischer als Sven Ballauf                                                     |           |                   |                    |                           |                                             |
| 11 | 11        | Women only        | 19. Apr. 2022      | Claudia Jüptner-Jonstorff | Stefan Hafner, Thomas Weingartner           |
| Gastdarsteller: Zoë Straub als Lilo Priess, Rainer Wöss als Guntmar Priess, Michael Dangl als Roman Gartner, David Oberkogler als Erich Staffelbauer, Konstanze Dutzi als Ines Staffelbauer              |           |                   |                    |                           |                                             |
| 12 | 12        | Rave              | 26. Apr. 2022      | Claudia Jüptner-Jonstorff | Stefan Hafner, Thomas Weingartner           |
| Gastdarsteller: Robert Lohr als Heribert Fian, Runa Schymanski als Lucy Ederer, Nikolaas von Schrader als Johannes Hansen                                                                                |           |                   |                    |                           |                                             |
| 13 | 13        | Lazarus           | 3. Mai 2022        | Claudia Jüptner-Jonstorff | Alrun Fichtenbauer                          |
| Gastdarsteller: Sebastian Wendelin als Max Julbacher, Maya Unger als Clara Julbacher, Brigitte Jaufenthaler als Christine Julbacher, Franziska Singer als Ella Julbacher                                 |           |                   |                    |                           |                                             |

### Staffel 2
| Nr. (ges.) | Nr. (St.) | Originaltitel        | Erstausstrahlung A | Regie           | Drehbuch                                    |
| --- | --------- | -------------------- | ------------------ | --------------- | ------------------------------------------- |
| 14 | 1         | Herzstiche           | 7. Feb. 2023       | Kim Strobl      | Nicola Dörper                               |
| Gastdarsteller: Reinhold G. Moritz als Gustl Ribisch, Anna Schäfer als Sophie Tannfeld, Stefano Bernardin als Leon Tannfeld, Dajana Rajic als Antonia Tannfeld, Valentina Inzko Fink als Katharina Hofmeister |           |                      |                    |                 |                                             |
| 15 | 2         | Spurlos              | 7. Feb. 2023       | Kim Strobl      | Hubert Eckert                               |
| Gastdarsteller: Gerhard Jilka als Adam Blasek, Jakob Seeböck als David Holt, Birgit Linauer als Marlene Kaltenegger, Zuzana Cuker als Jana Holt, Claudia Vaseková als Lena Blasek                             |           |                      |                    |                 |                                             |
| 16 | 3         | Einmal um die Welt   | 14. Feb. 2023      | Martin Kinkel   | Harald Haller                               |
| Gastdarsteller: Daniela Golpashin als Ilinka Wiese, Anna Julia Antonucci als Silke Herner, Gerhard Greiner als Fred Zeiser, Ines Schiller als Anja Zeiser                                                     |           |                      |                    |                 |                                             |
| 17 | 4         | Herzensbrecher       | 21. Feb. 2023      | Kim Strobl      | Alrun Fichtenbauer                          |
| Gastdarsteller: Johannes Zeiler als Paul Dolany, Aleksandar Petrović als Erik Zillecker, Petra Michelle Nérette als Fiona Ebenthal, Harwin Kravitz als Milan Louka                                            |           |                      |                    |                 |                                             |
| 18 | 5         | Der Skorpion         | 28. Feb. 2023      | Martin Kinkel   | Jeanet Pfitzer, Frank Koopmann, Roland Heep |
| Gastdarsteller: Lena Kalisch als Julia Aigner, Katharina Straßer als Liv Unterreiter, Giorgio Spiegelfeld als Thiago Perez, Helmuth Häusler als Sasha Kieser, Iva Höpperger als Miley Aigner                  |           |                      |                    |                 |                                             |
| 19 | 6         | Tödliche Ernte       | 14. März 2023      | Kim Strobl      | Ralph Werner                                |
| Gastdarsteller: Dominik Warta als Johann Spitzer, Erol Nowak als Kurt Hörl, Miriam Fussenegger als Eli Frauscher, Alexander Martschewski als Cosmin Radov, Lisa Marie Stojcev als Aglaia Dimitrova            |           |                      |                    |                 |                                             |
| 20 | 7         | Spielregeln          | 21. März 2023      | Martin Kinkel   | Verena Kurth                                |
| Gastdarsteller: Christian Erdt als Sascha Klein, Thomas Otrok als Martin Sedlitz, Elisabeth Kanettis als Shirin Asasi, Konstantin Frank als Darius Valiúkas                                                   |           |                      |                    |                 |                                             |
| 21 | 8         | Die Erde braucht uns | 28. März 2023      | Claudia Jüptner | Harald Haller                               |
| Gastdarsteller: Maria Hafner als Ursula Traska, Serge Falck als Mark Kröner, Benedikt Kalcher als Bruno Filzeck, Alice Prosser als Leona Bernhard, Leonie Auer als Marie                                      |           |                      |                    |                 |                                             |
| 22 | 9         | Ist Luisa da?        | 4. Apr. 2023       | Martin Kinkel   | Stefan Hafner, Thomas Weingartner           |
| Gastdarsteller: Alexander Absenger als Sandro Teigl, Cosima Lehninger als Christina Palffy, Michaela Schausberger als Esther Stadler, Oliver Rosskopf als Ronald Gomig                                        |           |                      |                    |                 |                                             |
| 23 | 10        | Schattenspiele       | 11. Apr. 2023      | Claudia Jüptner | Stefan Hafner, Thomas Weingartner           |
| Gastdarsteller: Julia Koch als Andrea Schinagl, Wolfgang Pissecker als Toni Radax, Allegra Tinnefeld als Rosalia Kalles, Barbara Gassner als Valentina Fötsch, Law Wallner als Vesna Markanovic               |           |                      |                    |                 |                                             |
| 24 | 11        | Erlösung             | 25. Apr. 2023      | Claudia Jüptner | Jeanet Pfitzer, Frank Koopmann, Roland Heep |
| Gastdarsteller: Bettina Mittendorfer als Deborah Winter, Sören Kneidl als Niclas Führmann, Florian Feik als Gabriel Hoss, Wiltrud Schreiner als Barbara Huber                                                 |           |                      |                    |                 |                                             |
| 25 | 12        | Abwärts              | 2. Mai 2023        | Claudia Jüptner | Ralph Werner                                |
| Gastdarsteller: Eva Kuen als Christina Ritzer, Oliver Baier als Hans Berthold, Emilia Leytner als Daniela Ritzer, Philipp Auer als Heimo Karner                                                               |           |                      |                    |                 |                                             |
| 26 | 13        | Systemcrash          | 2. Mai 2023        | Claudia Jüptner | Alrun Fichtenbauer                          |
| Gastdarsteller: Julia Edtmeier als Sabine Babitsch, Daniel Langbein als Oliver Cap, Julian Sark als Jimmy Thörl, Maximilian Steinacker als Lars Willemer                                                      |           |                      |                    |                 |                                             |

### Staffel 3
| Nr. (ges.) | Nr. (St.) | Originaltitel      | Erstausstrahlung A | Regie           | Drehbuch                                    |
| --- | --------- | ------------------ | ------------------ | --------------- | ------------------------------------------- |
| 27 | 1         | Unter Schock       | 12. März 2024      | Claudia Jüptner | Hubert Eckert, Anna Eckert                  |
| Gastdarsteller: Julia Cencig als Petra Lorenz, Nicole Beutler als Claudia Zabel, Bettina Ratschew als Cornelia Helland, Norman Hacker als Norbert Knoll, Simon Morzé als Max Helland |           |                    |                    |                 |                                             |
| 28 | 2         | Die blinde Zeugin  | 12. März 2024      | Claudia Jüptner | Ralph Werner                                |
| Gastdarsteller: Mersiha Husagic als Franziska Maly, David Miesmer als Fabian Andorfer, Eva Mayer als Tanja Andorfer, Markus Hamele als Dominik Andorfer, Lukas Haas als Marcel Siebert, Noah Calvin als Jonas Rabl |           |                    |                    |                 |                                             |
| 29 | 3         | Get rich quick     | 19. März 2024      | Claudia Jüptner | Jeanet Pfitzer, Frank Koopmann, Roland Hepp |
| Gastdarsteller: Markus Freistätter als Tim Sprenger, Christina Cervenka als Adora Peroni, Anton Noori als Mahid Fariborz, Liam Noori als Arian Ebert, Julian Schneider als Julian Sprenger |           |                    |                    |                 |                                             |
| 30 | 4         | Schmutziges Wasser | 2. Apr. 2024       | Claudia Jüptner | Nicola Dörper                               |
| Gastdarsteller: Katrin Lux als Barbara Stabinger, Helene Stupnicki als Susa Marek, Michael Steinocher als Paul Rosskopf, Laila Alina Monterey als Melanie Jansky |           |                    |                    |                 |                                             |
| 31 | 5         | Durch die Nacht    | 9. Apr. 2024       | Claudia Jüptner | Alrun Fichtenbauer                          |
| Gastdarsteller: Anja Pichler als Mariella Traberger, Bernadette Leopold als Livia Staupitz, Denis Kläfiger als Lorenzo Branik, Florian Burgkart als Robin Zatka, Dominik Maringer als Michi Haglinger |           |                    |                    |                 |                                             |
| 32 | 6         | Schande            | 16. Apr. 2024      | Felicitas Korn  | Ralph Werner                                |
| Gastdarsteller: Mathilde Graf als Stella Böhm, Eva Maria Jost als Caro Lenz, Jan Andreesen als Dr. Gerhard Jandl, Tilman Tuppy als Leon Kern, Claudia Kainberger als Eva Schweiger |           |                    |                    |                 |                                             |
| 33 | 7         | MC4C               | 23. Apr. 2024      | Felicitas Korn  | Bastian Zach, Matthias Bauer                |
| Gastdarsteller: Robert Ritter als Dr. Friedrich Sailer, Brigitta Kanyaro als Milena Horáková, Dunja Vavic-Funovics als Daniela Sailer, Angelika Niedetzky als Romana „Kawummsky“ Karwinsky, Sebastian Klein als Christian „Junkie“ Kalmitz, Rainer Doppler als Ernst „Pfeiferl“ Unterpertinger, Georg Rauber als Andreas „Maierl“ Huber, Gerhard Kasal als Stefan Wächter |           |                    |                    |                 |                                             |
| 34 | 8         | Signature Styles   | 30. Apr. 2024      | Felicitas Korn  | Harald Haller                               |
| Gastdarsteller: Michael Pink als Tom Tossauer, Nikolai Baar-Baarenfels als Jens Scheurer, Omid Memar als Mathias Hofmann, Sarah Quarshie als Joyce Kumi, Maj-Britt Klenke als Kathrin Reisch, Leon Blaschke als Daniel Aigner |           |                    |                    |                 |                                             |
| 35 | 9         | Schlafende Hunde   | 14. Mai 2024       | Felicitas Korn  | Hubert Eckert, Anna Eckert                  |
| Gastdarsteller: Michael Pink als Tom Tossauer, Anne Weinknecht als Brigitte Weser, Michael Menzel als Dr. Karsten Weser, Theresa Riess als Katharina Hornfeld, Julian Loidl als Victor Raban, Sebastian Jehkul als Kevin Metz |           |                    |                    |                 |                                             |
| 36 | 10        | Magic Moment       | 21. Mai 2024       | Kim Strobl      | Jörg Alberts, Susanne Wiegand               |
| Gastdarsteller: Michael Pink als „Tom Tossauer“, Andrea Eckert als Kirsten Gruber, Mark Seibert als Julius Hofleitner, Alina Fritsch als Zoe Hofleitner und Anna Gruber, Ko-Emanuel Fort als Noah Nejem, Michael Glantschnig als Sam Schubert, Milo Mahir als Hugo Hofleitner                                                                                             |           |                    |                    |                 |                                             |
| 37 | 11        | Hopfen und Malz    | 28. Mai 2024       | Kim Strobl      | Harald Haller                               |
| Gastdarsteller: Michael Pink als Tom Tossauer, Lisa-Lena Tritscher als Karoline Ullmann, Ko-Emanuel Fort als Noah Nejem, Jona Moro als Rinara Shinde, Valentin Hagg als Paul Reiter, Katharina Settele als Hannah Reiter, Franz-Xaver Brückner als Konrad Handle, Attila Beke als Jochen Reiter                                                                           |           |                    |                    |                 |                                             |
| 38 | 12        | Das Phantom        | 11. Juni 2024      | Kim Strobl      | Jeanet Pfitzer, Frank Koopmann, Roland Heep |
| Gastdarsteller: Robert Finster als Joseph Freund, Luka Vlatkovic als Kevin Lehnert, Jan Walter als Alfons Krick, Christoph Bittenauer als Roman Illbruck |           |                    |                    |                 |                                             |
| 39 | 13        | Weichenstellung    | 11. Juni 2024      | Kim Strobl      | Alrun Fichtenbauer                          |
| Gastdarsteller: Michael Pink als Tom Tossauer, Ko-Emanuel Fort als Noah Nejem, Daniel Keberle als Günther Pramhofer, Lucy Gartner als Alma Paulitsch, Magdalena Kronschläger als Birgit Sambauer, Violetta Schurawlow als Andrea Ferninger, Matthias Lier als Sven Paulitsch                                                                                              |           |                    |                    |                 |                                             |